# Perttu Reponen
Perttu Reponen (* 18. Februar 2002 in Kitee) ist ein ehemaliger finnischer Nordischer Kombinierer.

## Werdegang
Reponen, der in seiner Jugend auch Pesäpallo und Fußball spielte, gab sein internationales Debüt beim „FIS Children Grand Prix“ in Oberstdorf. Den Gundersen-Wettbewerb von der Mittelschanze und über vier Kilometer gewann er vor seinem Landsmann Waltteri Karhumaa und Lenard Kersting. Rund ein Jahr später gewann er an gleicher Stelle den Auftaktwettbewerb des Youth Cups. Auch bei seinen folgenden Teilnahmen an Jugendwettkämpfen platzierte sich Reponen regelmäßig auf dem Podest. Am 12. Januar 2018 gab er im heimischen Ruka sein Debüt im Continental Cup, verpasste jedoch die Punkteränge. Diese erreichte der finnische Juniorenmeister aus dem Frühjahr 2018 erstmals im Dezember 2018, als er in Steamboat Springs vier Punkte gewann. Bei den darauffolgenden beiden Wettkämpfen belegte er jeweils den siebzehnten Rang. Im restlichen Saisonverlauf trat Reponen nicht mehr im Continental Cup an, sodass er die Gesamtwertung 2018/19 auf dem 62. Platz abschloss. Bei den Nordischen Junioren-Skiweltmeisterschaften 2019 in Lahti wurde er im Sprint Siebzehnter sowie im Einzel 34. Mit dem Team belegte er den siebten Platz.
Im Sommer 2019 debütierte Reponen in Oberhof im Grand Prix. Mit Erreichen des fünfzehnten Platzes sammelte er direkt seine ersten Grand-Prix-Punkte, womit er schließlich den 50. Rang in der Gesamtwertung erreichte. Bei den Olympischen Jugend-Winterspielen 2020 in Lausanne gewann Reponen die Silbermedaille hinter Stefan Rettenegger. Im Februar 2020 belegte Reponen bei seinem Weltcup-Debüt in Trondheim Rang 38. Bei den Nordischen Junioren-Skiweltmeisterschaften 2020 in Oberwiesenthal wurde er lediglich im Teamwettbewerb eingesetzt, bei dem er gemeinsam mit Wille Karhumaa, Waltteri Karhumaa und Otto Niittykoski Fünfter wurde. Zum Winterauftakt 2020/21 war Reponen als Teil der nationalen Gruppe in Ruka im finnischen Weltcup-Kader. Nachdem er am ersten Tag noch knapp 45 Sekunden hinter den Punkterängen zurückblieb, gewann er am zweiten Wettkampftag im Gundersen Einzel über zehn Kilometer seine ersten drei Weltcup-Punkte. Daraufhin verblieb er für die nächste Station in der Ramsau im Weltcup-Kader, wo er am ersten Wettkampftag erneut den 28. Platz erreichte. Anfang Februar 2021 nahm Reponen an den Nordischen Junioren-Skiweltmeisterschaften in Lahti teil und belegte dabei den siebten Rang im Gundersen Einzel. Wenige Wochen später startete er auch bei den Nordischen Skiweltmeisterschaften 2021 in Oberstdorf, wo er in drei der vier Wettbewerben zum Einsatz kam. So lief er im Wettbewerb nach der Gundersen-Methode von der Normalschanze und über zehn Kilometer auf den 26. Platz, ehe er gemeinsam mit Otto Niittykoski, Ilkka Herola und Eero Hirvonen Fünfter im Team wurde. Darüber hinaus belegte er mit einem Rückstand von knapp dreieinhalb Minuten auf den Sieger den 20. Platz im Gundersen-Wettbewerb von der Großschanze. Reponen schloss die Saison als drittbester Finne mit 15 Punkten auf dem 45. Platz der Gesamtweltcupwertung ab.
Reponen nahm im Winter 2022/23 nur an einem internationalen Rennen teil. Ansonsten blieb er aufgrund einer Krankheit dem Wettkampfsport fern. In der Weltcup-Saison 2023/24 war er wieder regelmäßig Teil des finnischen Weltcup-Kaders. Sein bestes Ergebnis stellte der 19. Platz beim Gundersen-Rennen in Trondheim dar. In der Gesamtweltcupwertung ist er 38. geworden. Im November 2024 teilte der Finnische Skiverband mit, dass Reponen seine Karriere beendet habe. Der Grund sei eine chronische Erkrankung und der damit zusammenhängende Motivationsverlust.

## Statistik

### Weltcup-Platzierungen
| Saison  | Platz | Punkte |
| ------- | ----- | ------ |
| 2020/21 | 45.   | 015    |
| 2021/22 | 45.   | 025    |
| 2023/24 | 38.   | 116    |

### Grand-Prix-Platzierungen
| Saison | Platz | Punkte |
| ------ | ----- | ------ |
| 2019   | 50.   | 016    |
| 2021   | 41.   | 012    |
| 2022   | 45.   | 007    |
| 2023   | 28.   | 064    |

### Continental-Cup-Platzierungen
| Saison  | Platz | Punkte |
| ------- | ----- | ------ |
| 2018/19 | 62.   | 32     |
| 2019/20 | 83.   | 08     |